# Histoire de Dunkerque

Blason de Dunkerque

L'histoire de Dunkerque, ville française située dans le département du Nord (Hauts-de-France), commence seulement vers l'an 900 comme un village de pêcheurs de la côte de la mer du Nord, puis comme un port et une ville du comté de Flandre. Intégrée aux possessions des ducs de Bourgogne de la maison de Valois en 1384, aux Pays-Bas des Habsbourg en 1482 et aux Pays-Bas espagnols en 1581, Dunkerque devient une ville française en 1662, sous le règne de Louis XIV, à la suite de la guerre franco-espagnole de 1635-1659. Port corsaire à l'époque moderne, dont la figure la plus connue est Jean Bart, Dunkerque est à l'époque contemporaine un des grands ports français, dont l'histoire est marqué en 1940, lors du désastre de la campagne de France, par l'embarquement réussi de plusieurs dizaines de milliers de soldats britanniques et français vers l'Angleterre, épisode de la Seconde Guerre mondiale illustré par plusieurs films (Week-end à Zuydcoote, Dunkerque).

## Toponymie et légendes populaires
Le nom de Dunkerque est issu de l'ancien néerlandais puisqu'il apparaît en 1067 sous la forme Dunkerka qui signifie « église de la dune ». On y parle un dialecte très particulier, avec des mots empruntés aux marins et au flamand occidental : le dunkerquois. 
La légende veut que la ville ait été fortifiée par le terrible Allowyn, figure mythique représentant un chef germain ou scandinave, réputé fondateur de Dunkerque, et ait ainsi été la seule ville de la côte (la mer allant alors jusque Saint-Omer) à être préservée des attaques et pillages des Vikings. Aujourd'hui, Allowyn réapparaît à chaque carnaval de Dunkerque sous les traits du « Reuze » (de reuzen), le géant (voir géants du Nord).

## Avant Dunkerque (Antiquité romaine et haut Moyen Âge)

### Histoire politique et religieuse: de l'Empire romain au royaume de France
Dans la Gaule romaine, la région fait partie de la province de Belgique (chef-lieu : Reims) créée par l'empereur Auguste, puis de la Belgique seconde (même chef-lieu) créée par Dioclétien vers 295. Les cités proches sont celles des Ménapiens au sud (Cassel, Tournai), des Morins à l'ouest (Boulogne, Thérouanne), des Atrébates (Arras) et des Nerviens (Bavay) plus au sud. Boulogne, le principal port de cette région, se trouve à l'extrémité d'une voie romaine qui, passant par Thérouanne et Arras, mène à Lyon (principale ville de la Gaule romaine), et au-delà à Rome.
En 476, l'Empire romain d'Occident disparait. Le roi des Francs Clovis, parti de la région de Tournai, impose en quelques années sa domination à la plus grande partie de la Gaule. Ses successeurs (Mérovingiens, puis Carolingiens) s'étendent jusqu'en en Germanie et en Italie. Le Carolingien Charlemagne devient empereur en 800. 
La christianisation de la région est relativement tardive. Six diocèses se constituent à la fin de l'Antiquité ou durant le haut Moyen Âge dans l'ensemble des futurs Pays-Bas : Arras, Thérouanne, Tournai, Cambrai, Liège et Utrecht. Les quatre premiers dépendent de l'archevêque de Reims, les deux autres de l'archevêque de Cologne. Cette situation perdurera jusqu'en 1560, date d'une vaste réforme effectuée à l'initiative de Philippe II. 
En 843, l'empire carolingien est partagé entre ses trois petits-fils par le traité de Verdun. La frontière entre la Francie médiane (Lothaire) et la Francie occidentale (Charles) est établie sur la Meuse et sur l'Escaut. Située à l'ouest de l'Escaut, la région de Dunkerque appartient au royaume occidental, qui devient le royaume de France avec les Capétiens. Mais le pouvoir royal s'effondre à cette époque : dans la région, il est pris en charge par les comtes de Flandre, à l'origine d'une puissante maison féodale du royaume de France.
C'est dans ce cadre politique qu'apparait une première localité sur le site de Dunkerque.

### Évolution physique de la plaine de Flandre
Il s'agit d'une région instable sur le plan géographique, la plaine de Flandre. Située en contrebas des collines de l'Artois et du Massif ardennais, cette plaine subit directement les mouvements de transgression et de régression de la mer du Nord. 
Durant cette période postérieure à la transgression flandrienne (au niveau local : transgression Dunkerque I) des années -10 000, se produisent :
- la transgression Dunkerque II (vers 300-vers 800) ;
- la régression carolingienne (vers 800-vers 1000) ;
- la transgression Dunkerque III (à partir de l'an mil).

## Moyen Âge

### Origine (Xesiècle)
Il y a plus d'un millénaire, le Blootland est sous les eaux, l'histoire de Dunkerque commence lorsque l'amoncellement du sable dû aux courants marins forme des dunes qui gagnent sur la mer. Malgré l'instabilité des dunes attaquées par le vent et la mer, des pêcheurs choisissent de s'installer, formant alors un bourg sans nom.
En s'écoulant vers la mer du Nord, une rivière, le Vliet, forme une crique, la Gersta: les pêcheurs y installent naturellement leurs bateaux afin de les protéger.
À la fin du premier millénaire, un hameau s'est formé sur une dune de l'estuaire du Vliet. Afin d'évangéliser la zone, on construit une chapelle pour les pêcheurs et leurs familles, le bourg a un nom, (Dunkerque). Au fil des années, les Dunkerquois apprennent à maitriser les dunes et les eaux intérieures afin d'éviter les inondations de l'arrière-pays .

### De la bourgade à la ville nouvelle
Au cours du Xe siècle, la Flandre connaît des incursions vikings. En 960, Baudoin III dit Baudouin le jeune, quatrième comte de Flandre, auquel appartient la bourgade, fait édifier une première muraille autour de la ville.
Les moines de Bergues-Saint-Winoc construisent de grands fossés appelés watergangs afin d'assécher les terres et les rendre cultivables. Le 27 mai 1067, en reconnaissance de leurs efforts, Baudouin V de Flandre leur attribue l'autel de Dunkerque ainsi que la dîme. Cet acte signé par le comte de Flandre est la première mention historique du nom de Dunkerque.
Au cours du XIIe siècle, Philippe d'Alsace, comte de Flandre, continue les travaux d'assèchement du Blootland. On lui doit notamment la construction de l'ancêtre du canal de Bergues, le Havendyck. Le comte octroie à Dunkerque le statut de « ville nouvelle » et exonère les Dunkerquois du tonlieu, en remerciement de la délivrance par les Dunkerquois de sa fiancée Élisabeth de Vermandois capturée par des Vikings.
Dunkerque est érigée en seigneurie en 1220 par la comtesse de Flandre Jeanne de Constantinople en faveur de Laurent de Portugal. Ses successeurs seront en 1233 Godefroid de Fontaines évêque de Cambrai, puis en 1238 le comte de Hainaut Jean Ier d'Avesnes, en 1254 son frère Baudoin d'Avesnes avant de revenir aux comtes de Flandre : en 1288, Baudouin d'Avesnes vend la ville au comte de Flandre Gui de Dampierre.

### Une ville du comté de Flandre
En 1226, Dunkerque dispose d'un sceau, qui représente un poisson vu de sa droite. Le poisson debout est entouré d'une bande circulaire portant en lettres capitales romaines : SIGILLVM : D E : DVNKERKA. La fin du XIIe siècle voit un conflit entre le comte de Flandre, Gui de Dampierre, et le roi de France Philippe le Bel. Tandis que le roi a l'appui des riches bourgeois, les leliaerts, (les « partisans des fleurs de lys » en flamand), le comte a le soutien du peuple, les clauwaerts (les « griffes du lion », en référence au blason du comte,. Finalement, les armées flamandes sont vaincues le 20 août 1297 lors de la bataille de Furnes. Dunkerque devient alors française pour éviter d'être pillée. Une situation éphémère, puisque cinq ans plus tard, le 11 juillet 1302, la ville redevient flamande à la suite de la bataille de Courtrai, dite « bataille des Éperons d'or », où les Flamands sont vainqueurs de Philippe le Bel.
Dunkerque dispose à cette époque d'un « corps échevinal », ancêtre du conseil municipal, composé d'un mayeur (maire) assisté de neuf échevins (conseillers municipaux). Le corps se réunit à la maison commune ou Stadhuys (la mairie) attenante au Klokhuys (clocher) dont la cloche informe les Dunkerquois des évènements importants. Quant à la justice et au commerce, ils sont réglementés par le bailli du seigneur de Cassel.

### Dunkerque en essor commercial
En 1311, le comte Robert III de Flandre accorde aux Dunkerquois plus d'autonomie, notamment commerciale. En 1322, son fils Robert de Cassel, qui a reçu la Flandre maritime en apanage en 1318, fait construire un château à Dunkerque. Trois ans plus tard, en 1325, les Flamands, rejetant l'autorité du roi de France, détruisent le château. En représailles, Robert de Cassel impose à Dunkerque un impôt très élevé pour les rebelles. En 1328, les révoltes n'étant toujours pas éradiquées, le nouveau comte de Flandre Louis de Nevers demande l'aide du roi de France Philippe VI de Valois, lequel écrase la rébellion à la bataille de Cassel. Dunkerque subit une nouvelle fois les représailles. Lorsque Yolande de Dampierre, fille de Robert de Cassel, hérite de la seigneurie de Cassel dont dépend Dunkerque, elle fait reconstruire le château de son père.

### Une ville convoitée durant la guerre de Cent Ans
Le 13 juillet 1338 débute la guerre de Cent Ans. Fidèle au roi de France, le comte Louis de Nevers décrète l'arrêt du commerce avec l'Angleterre, provoquant le soulèvement des villes flamandes, dont Dunkerque, dont la prospérité dépend des échanges avec la grande île. Après sa mort lors de la victoire anglaise de Crécy (1346), son fils Louis de Male (Louis II) signe alors la trêve entre la Flandre et l'Angleterre. La guerre a accru l'importance du port de Dunkerque, où ont accosté des bateaux transportant des vivres pour les troupes. Faisant fi des discordes entre leur bailli et les échevins, les Dunkerquois acclament Yolande de Dampierre de retour de la prison du Temple où le roi de France Charles V l'avait fait emprisonner. Satisfaite, elle entreprend des travaux afin d'agrandir le port.
En 1378, lors du Grand Schisme d'Occident qui voit deux papes se disputer le trône de Saint-Pierre, Louis de Male soutient Urbain VI et Yolande de Dampierre Clément VII. Les Anglais, qui appuient Urbain VI, débarquent sur la côte. Pour s'y opposer, Yolande envoie contre eux une armée commandée par Jean Sporkin, gouverneur de ses terres. Mais les Anglais pillent Dunkerque en 1383 au cours de la croisade d'Henri le Despenser et détruisent les digues afin d'inonder le Blootland, contraignant ainsi Yolande à la fuite. Le roi de France Charles VI vient à sa rescousse et repousse les Anglais, mais l'arrière-pays de Dunkerque est noyé, les récoltes et le bétail sont perdus. Dunkerque a souffert plus que toutes les autres villes de la côte.

## Des Pays-Bas bourguignons aux Pays-Bas espagnols (1482-1662)

### Période des ducs de Bourgogne (1384-1482)
En 1384, à la mort de Louis de Male, le comté de Flandre passe à la Maison de Bourgogne via sa fille Marguerite de Male et son époux le duc de Bourgogne Philippe le Hardi. Quand Yolande de Dampierre meurt en 1395, c'est son fils Robert, duc de Bar, qui lui succède. Il octroie à Dunkerque le droit de percevoir la taille afin de construire une muraille autour de la ville pour prévenir des prochaines attaques. La construction commence en 1406. L'enceinte formait approximativement un triangle dont le premier côté correspondrait au bassin du Commerce, le deuxième aux rues de l'Amiral Ronarc'h et Poincaré (jusqu'à la Poste), et le troisième à la place du Général De Gaulle et la rue Henri Terquem jusqu'à la rue du Leughenaer. Parmi ces fortifications sont construites deux « tours à feux » indiquant l'entrée du port. C'est l'une d'entre elles qui subsiste encore aujourd'hui : le Leughenaer (« tour du menteur »). Pendant la construction des murailles, des terrassiers découvrent une source d'eau douce, creusent plus pour découvrir d'où elle vient, et découvrent une statuette de la Vierge. Les Dunkerquois crient au miracle, et bâtissent aussitôt une chapelle qui prend le nom de Notre-Dame-de-la-Fontaine, qui deviendra Notre-Dame-de-la-Mer. En 1426, une communauté de religieuse, les « Sœurs Blanches », s'installe dans la cité,. Les armoiries de la ville associent le lion de Flandre et le bar (poisson), emblème des ducs de Bar, parfois pris à tort pour un dauphin.
Au milieu du XVe siècle, les Dunkerquois construisent un amer, c'est la naissance de l'actuel Beffroi. Dix ans après, l'église Saint-Éloi  l'utilise comme clocher. La ville de Dunkerque est, à cette époque, entièrement tournée vers la mer et le commerce, la ville hérite des traditions festives des gens de la mer et des Flamands, c'est d'ailleurs à cette époque que nait l'ancêtre du carnaval de Dunkerque.

Le sceau de Dunkerque avant sa destruction dans l'incendie.

En 1435, Jeanne de Bar épouse Louis de Luxembourg, Dunkerque passe alors à la Maison de Luxembourg, puis à celle de Bourbon-Vendôme. 

### Période des Habsbourg (1482-1555)
En 1477, à la mort de Charles le Téméraire, sa fille Marie de Bourgogne épouse Maximilien d'Autriche, de la maison de Habsbourg, fils de l'empereur Frédéric III. La duchesse mourant (accidentellement) en 1482, l'héritage de Bourgogne passe à son fils Philippe de Habsbourg (Philippe le Beau), né en 1478. 
Dès 1477, le roi de France Louis XI envahit les possessions bourguignonnes. Dunkerque revient au royaume de France lors du traité d'Arras (1482), mais est rétrocédée par le traité de Senlis (1493) à Philippe le Beau. Celui-ci épouse en 1496 une princesse espagnole, Jeanne fille des Rois Catholiques, qui devient en 1501 héritière présomptive des royaumes de Castille et d'Aragon. Philippe le Beau devient roi de Castille en 1504, mais meurt en 1506. Les héritages (Espagne et Bourgogne) passent à son fils Charles de Habsbourg (né en 1500), qui est aussi héritier des Habsbourg à la mort de Maximilien en 1519. Charles de Habsbourg est alors élu empereur (1520).
En 1520, Charles Quint fait son entrée solennelle dans la ville en tant que trente-et-unième comte de Flandre. Dunkerque est impliquée dans la guerre que mène Charles Quint contre le roi de France, François Ier. En représailles, les pêcheurs dunkerquois sont attaqués par les corsaires français. Le magistrat de Dunkerque prend la décision d'armer des bateaux en course afin de protéger ses bateaux de pêche. 
En 1555, Charles Quint abdique ses pouvoirs aux Pays-Bas au profit de son fils aîné Philippe, à qui il cède en 1556 ses pouvoirs en Espagne (royaumes de Castille et d'Aragon). Dès lors le roi d'Espagne est aussi souverain des Pays-Bas, notamment en tant que comte de Flandre. 

### Période des Habsbourg d'Espagne (1555-1658)

#### Le règne de Philippe II (1555-1598)
Sous le règne de Philippe II, la course prend de plus en plus d'importance ; ce sont les prémices des corsaires dunkerquois, parmi eux Cornil Petersen se distingue particulièrement . Le port a acquis une telle importance qu'en 1557 il sert d'abri à la flotte espagnole.
L'année suivante, à la suite de la reprise par les Français de Calais, occupée par les Anglais depuis la guerre de Cent Ans, Dunkerque se prépare à la guerre. En juillet, en dépit de la défense héroïque de Dunkerque par ses habitants, le Maréchal de Thermes conquiert Dunkerque et y met le feu. Par le traité de Cateau-Cambrésis les Français la cèdent à l'Espagne en 1559. Le sceau ayant été détruit dans l'incendie, on en crée un nouveau, le poisson est alors remplacé par un marin à l’allure de corsaire.
En 1561, le magistrat (l'autorité gérant la commune) de Dunkerque fait placer autour de la ville des bornes sculptées à son écusson pour indiquer les limites de sa juridiction. En 1853-1854, deux d'entre elles ont pu être retrouvées.

#### Débuts de l'insurrection des Pays-Bas (1568-1598)
En 1566, deux événements majeurs touchent les Pays-Bas : la révolte des Gueux, puis la furie iconoclaste des calvinistes extrémistes (marquée par le siège de Valenciennes). Malgré le retour à l'ordre en 1567, les tensions subsistent, et en 1568, débute l'insurrection des Pays-Bas contre Philippe II (plus tard appelée guerre de Quatre-Vingts Ans), sous la direction du prince Guillaume d'Orange-Nassau.
Dunkerque fait partie des villes loyalistes et subit donc les attaques des insurgés. Les marins dunkerquois épuisés par la pêche qui n'est pas rentable[pas clair], se tournent vers la course : c'est le début des corsaires dunkerquois. L'un des premiers est Michel Jacobsen, « le renard des mers », corsaire pour le compte de l'Espagne. Il ramènera les restes de l'Invincible Armada de 1588.

#### Règnes de Philippe III et Philippe IV
La guerre de Quatre-Vingts Ans se poursuit. En 1604, les Espagnols reprennent le port d'Ostende. La trêve de Douze Ans est conclue en 1609 (1609-1621), puis les hostilités reprennent.
Pour protéger le port de Dunkerque, on construit en 1622 le fort de Mardyck. Les marins des Provinces-Unies, qui font plusieurs fois le blocus du port, mais sans succès, vaincus par les corsaires ou par les éléments.
En 1630, les jésuites s'installent à Dunkerque et font bâtir une église (1630-1637) avec un collège attenant. L'édifice sera détruit au XIXe siècle.
Les frères mineurs capucins avaient demandé à s'établir à Dunkerque en 1620. En bonnes relations avec les autorités de la ville qui leur allouèrent divers allocations et subventions, ils bâtissent un couvent et une église en 1636, après avoir drainé le sol donné par la ville, locaux d'abord extérieurs à la ville puis inclus dans l'enceinte fortifiée vers 1679, considérés en 1729 comme le plus vaste et plus beau établissement religieux de la ville. Les moines soignent les pestiférés, se livrent également à la prédication et à l'instruction religieuse. En 1790, le couvent, comme les autres établissements religieux, fait l'objet de perquisition et d'évaluation de leurs biens, au demeurant plutôt limités. En 1791, tous les moines ayant quitté les lieux, les locaux sont remis à la ville . Les ruines de l'ancien couvent sont vendues en 1796.
En 1638 est construit le canal de Furnes qui facilite le commerce entre Dunkerque et le reste de la Flandre. En 1640; alors que la France est entrée en guerre contre l'Espagne (1635), les risques d'invasion de la ville étant importants, les Espagnols décident la construction d'une nouvelle muraille. Elle englobe la muraille de 1406 au nord, passe par l'actuel canal exutoire à l'est, puis emprunte la rue du sud jusqu'à la gare et elle contient la majeure partie de la citadelle à l'ouest. 
En 1646, la ville est prise  après dix-sept jours par les troupes françaises, grâce à Condé, puis est reprise par les troupes du roi d'Espagne le 16 septembre 1652.

### La «folle journée» (1658) et la période d'occupation anglaise (1658-1662)
Le 25 mai 1658, le maréchal Turenne établit le siège de la ville. 
La France est alors alliée à l'Angleterre de Cromwell, entrée en guerre contre l'Espagne en 1654, par le traité de Paris du 23 mars 1657, qui concerne précisément les places flamandes de Dunkerque, Mardyck et Gravelines.
Le 14 juin 1658, une bataille décisive, la bataille des Dunes, a lieu entre une armée franco-anglaise (Turenne et William Lockhart) et l'armée des Pays-Bas espagnols (Juan José d'Autriche et Louis II de Bourbon-Condé, passé au service du roi d'Espagne). La victoire revient aux troupes franco-anglaises. 
Le 25 juin 1658, la ville se rend aux Français. Le soir même, en vertu du traité de Paris, elle est remise aux Anglais. C'est ce qu'on appelle « la folle journée » : en l'espace de 24 heures, la ville est passée des Espagnols aux Français, puis aux Anglais.
En 1659, l'Espagne et la France concluent la paix par le traité des Pyrénées (7 novembre). Dunkerque y est reconnue comme une possession anglaise par les rois de France et d'Espagne.

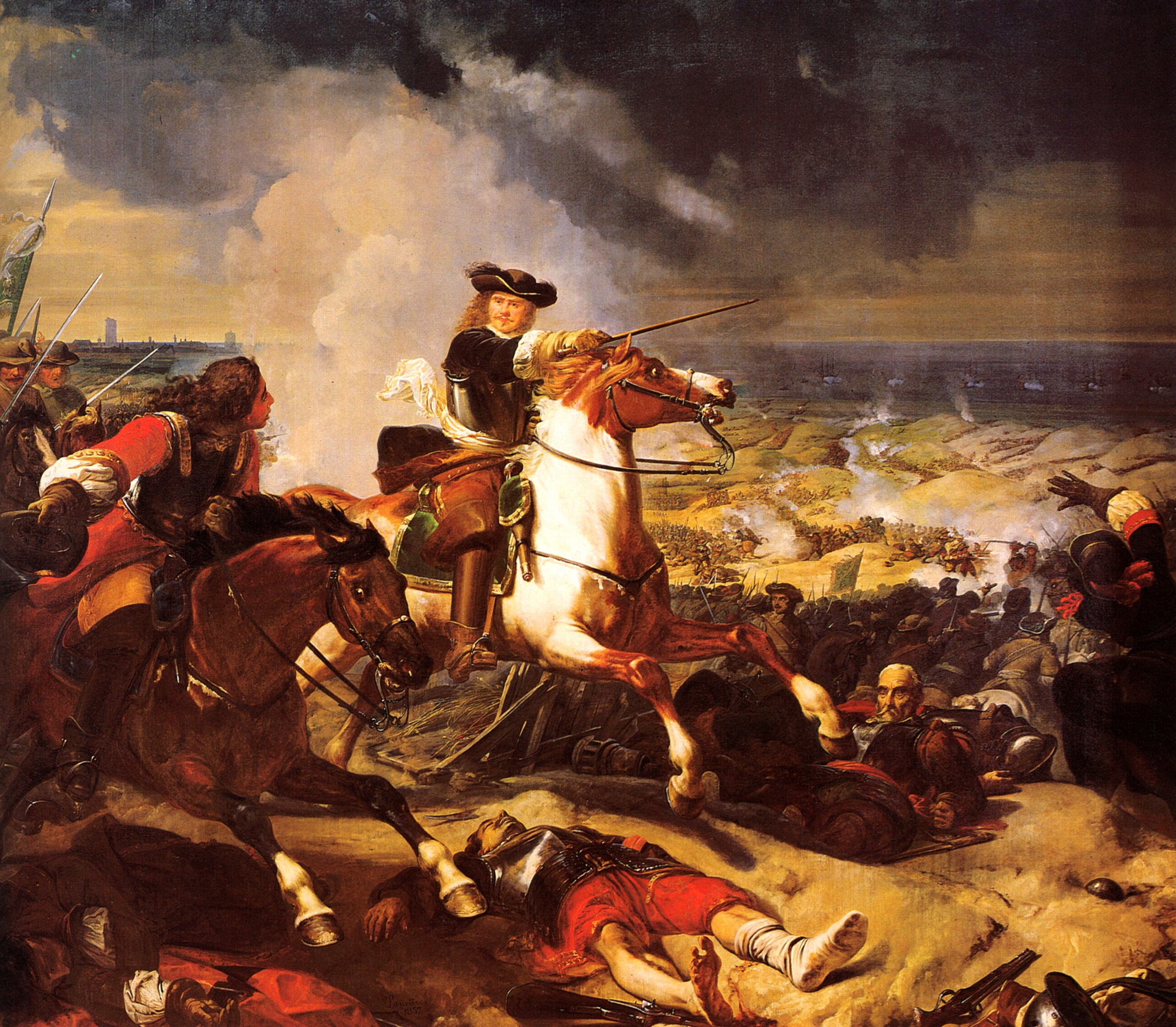
Bataille des Dunes, 14 juin 1658, tableau de Charles-Philippe Larivière, 1837. Château de Versailles, Galerie des batailles.

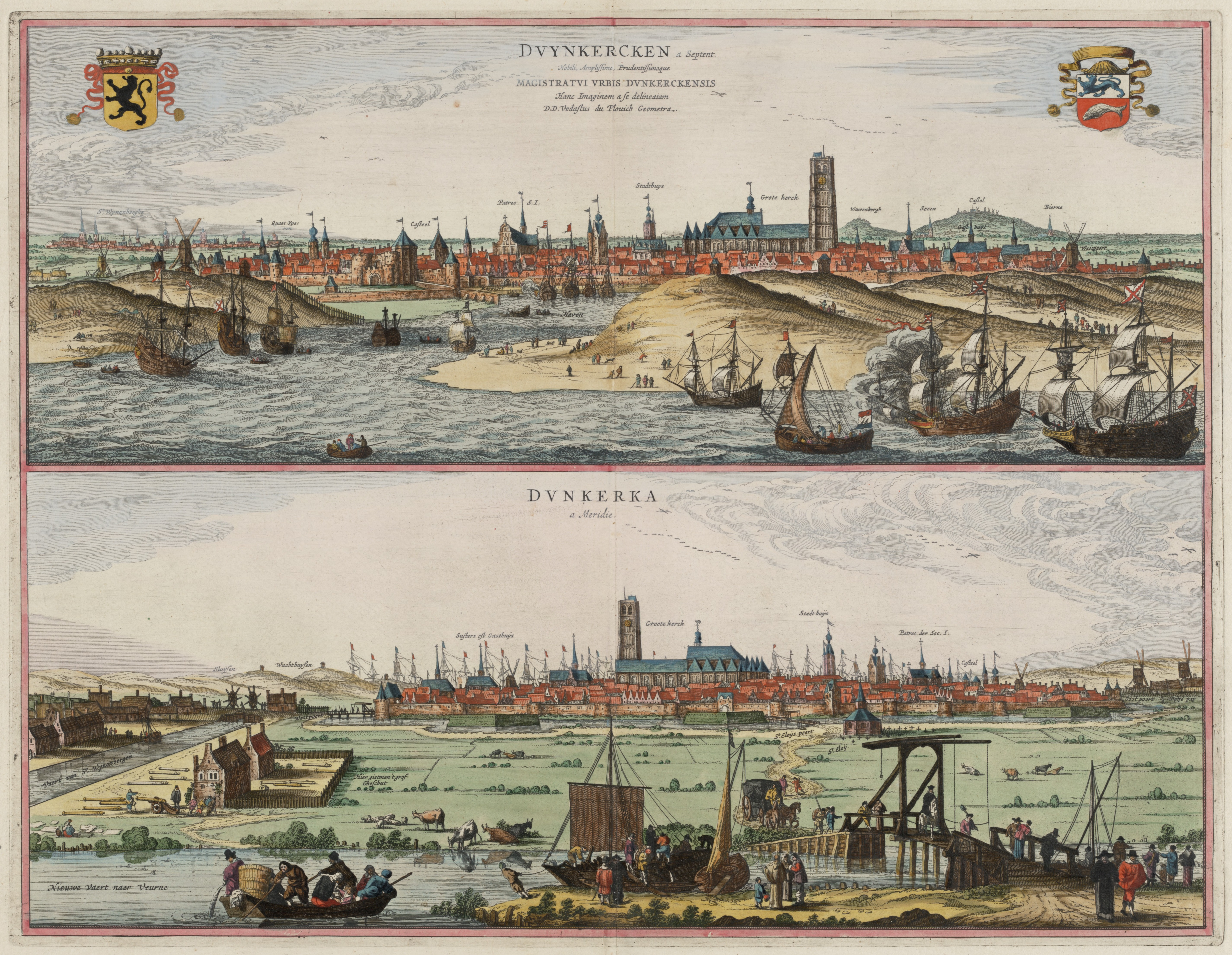
Dunkerque vue du nord et du sud en 1641, dans Flandria Illustrata d'Antoine Sandérus

## Une ville du royaume de France (1662-1789)

### Le rachat de Dunkerque par Louis XIV (1662)

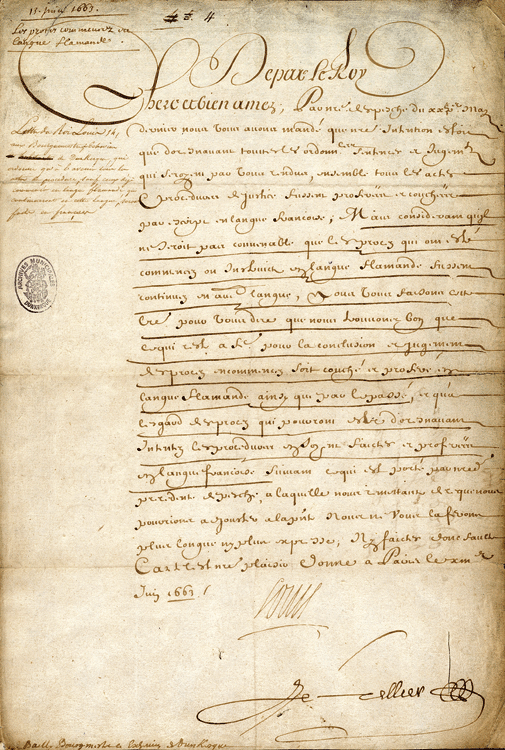
Par cette lettre de 1663, Louvois demande au nom de Louis XIV que la langue française soit employée à Dunkerque.

En 1662, des négociations ont lieu entre Louis XIV, représenté par Godefroi d'Estrades et Charles II, représenté par lord Clarendon, chancelier. Clarendon propose au départ de céder Dunkerque pour douze millions de livres, mais la transaction finale est de cinq millions, l'Angleterre cédant de plus Mardyck et Bergues.
Selon le traité conclu, « la ville de Dunkerque avec ses vieilles et ses nouvelles fortifications, avec les matériaux et munitions qui s'y trouvaient ainsi que Mardyck et les forts entre Dunkerque et Bergues » doivent être remis à la France. Le Parlement d'Angleterre, en désaccord avec cette cession, tente en vain de s'opposer à l'abandon.
Le 27 octobre 1662, les troupes anglaises quittent la ville, laissée sans protection jusqu'à l'arrivée de dix unités  de cavalerie le 28 novembre 1662[pas clair]. Le 2 décembre, Louis XIV fait son entrée solennelle à Dunkerque. 
Grâce à cette acquisition, le royaume de France avance de façon notable sur le territoire des Pays-Bas espagnols, qui ne conservent plus sur la mer du Nord que le port d'Ostende. Douai et Lille, conquises en 1667 durant la guerre de Dévolution, deviennent françaises en 1668 (traité d'Aix-la-Chapelle). 
Dunkerque supplante dès lors Calais comme place maritime avancée et l'axe Dunkerque-Lille devient l'axe majeur de la région appelée Flandre française. Dunkerque compte alors 5 000 habitants.

### Dunkerque sous le règne de Louis XIV
Vauban, Louvois et Colbert entreprennent alors de fortifier la ville et de développer son port, qui devient le plus grand port de guerre du royaume. Le canal de Bourbourg est percé en 1670 pour faciliter l'acheminement de bois, le Vliet est aménagé pour former les bassins de commerce et de l'arrière-port, le bassin de la Marine est également creusé.
En 1678, des jetées sont construites afin de fixer un chenal et d'empêcher son ensablement par le banc Schurcken situé à la place de l'actuel phare. La citadelle est également érigée. Vauban entreprend la réalisation d'un arsenal à la place de l'actuel parc de la Marine.
Dès 1670, Louis XIV encourage la course à Dunkerque. C'est à cette époque que Dunkerque va connaître le plus célèbre de ses corsaires : Jean Bart. Naviguant sur de petits navires, il n'hésite pas à attaquer de gros vaisseaux grâce à ses remarquables talents de manœuvrier. Il est rapidement incorporé dans la marine royale par Colbert puis anobli au vu de ses faits d'armes et de ses prises, notamment celui de la bataille du Texel, le 29 juin 1694, où le corsaire dunkerquois reprend aux Hollandais 120 navires de blé et sauve ainsi la France de la famine.
En 1700 apparaît à Dunkerque la chambre de commerce qui fait prospérer les commerçants, la ville est alors une puissante place commerciale.

### Conditions de vie auXVIIesiècle

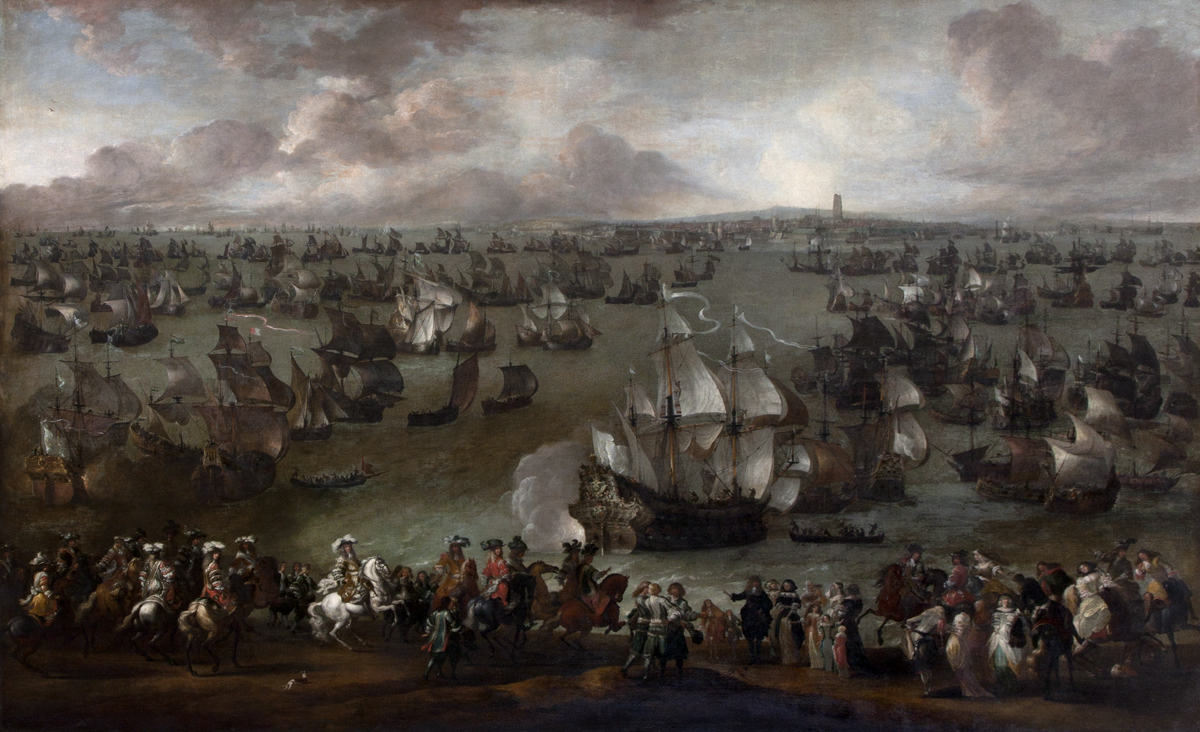
Louis XIV passant sa flotte en revue à Dunkerque lors de sa visite en 1680.

Dunkerque est une ville sale et sans accès à l'eau potable que pourrait fournir un puits ou une source d'eau douce. Les échevins installent ainsi des citernes publiques pour récupérer l'eau de pluie et recrutent une entreprise qui récupère les déchets des Dunkerquois. Dunkerque connait des maladies « pestilentielles » en 1646, 1652, 1669, 1672, liées sans doute à la qualité incertaine des eaux. À la suite des protections prises par la royauté (lettres de Louvois, de Colbert conservées aux archives municipales), la garnison de Dunkerque y échappa. La Basse-Ville, à cette époque est le quartier le plus pauvre de Dunkerque, y vivent les journaliers et les dockers. Les matelots dunkerquois vivent en marge du reste de la population de la ville, pour assurer aux bateaux de commerce l'entrée ou la sortie du port sans s'échouer, ils créent un corps de pilotes destinés à guider ces navires à travers les nombreux bancs de sable (Braeck, Schurken…), c'est l'ancêtre des bateaux-pilotes surnommés « pilotines ».

### Dunkerque dans les guerres duXVIIIesiècle
Pendant la guerre de Succession d'Espagne (1701-1713), Dunkerque est imprenable sur la mer du Nord derrière les défenses de Vauban et ses corsaire, à l'exemple de Jean Bart, mènent la vie dure au commerce anglais. Cependant, la France, affaiblie par une guerre ruineuse, est contrainte de signer le traité d'Utrecht qui lui impose de combler le port et de raser les fortifications, ce qui toutefois ne fut exécuté qu'en partie, et Louis XV la fortifia de nouveau.
Pendant la guerre d'indépendance des États-Unis, Dunkerque, sous la direction de l'intendant de Flandre Calonne, prend part aux armements contre les Britanniques ; cependant, les efforts pour relancer la guerre de course se heurtent aux intérêts de la contrebande, qui dispose de nombreuses complicités, puis au retour en force de la Royal Navy dans la Manche et la mer du Nord à partir de 1780. La formation de la Ligue des neutres en 1780 permet aux corsaires dunkerquois de revendre leurs prises dans les ports de l'Europe du Nord. Le traité de Versailles du 3 septembre 1783 vient enfin abolir les entraves du traité d'Utrecht et rendre à Dunkerque sa liberté maritime.
Pendant tout le siècle, les autorités de la ville et la chambre de commerce vont lutter pied à pied en intervenant auprès du roi pour favoriser le développement du port. Les difficultés ne manquèrent pas : obstacles naturels des bancs de sable, assauts des Anglais, des Hollandais, concurrence des autres ports, opposition de la Ferme générale à l'octroi d'avantages (ex : absence de taxes ou franchise sur certains commerces)… À la veille de la Révolution, l'avenir du port, assis sur la pêche (hareng, morue) et sur le commerce maritime au long cours est assuré. La ville et le port demeurent en outre une importante citadelle.
Comme de nombreuses villes du royaume de France, Dunkerque s'imprègne de l'idéologie des Lumières : l'urbanisme de la ville est repensé on crée alors des places et des rues plus larges pour faire « circuler l'air », on construit des bains publics, on déplace les cimetières en périphérie de la ville, de plus des groupes de réflexion se forment. Une partie de ceux-ci furent à l'origine de la loge maçonnique « Amitié et Fraternité » connue pour avoir parrainé la plus ancienne loge maçonnique de Nouvelle-France : la loge « Francs-maçons régénérés », (Franc-maçonnerie à Dunkerque).
En 1714, la ville compte 14 274 habitants, les habitations débordent des murailles. Il est décidé de construire un nouveau quartier, ce sera le quartier de la Basse-Ville qui correspond globalement au quartier actuel de Dunkerque-Sud.

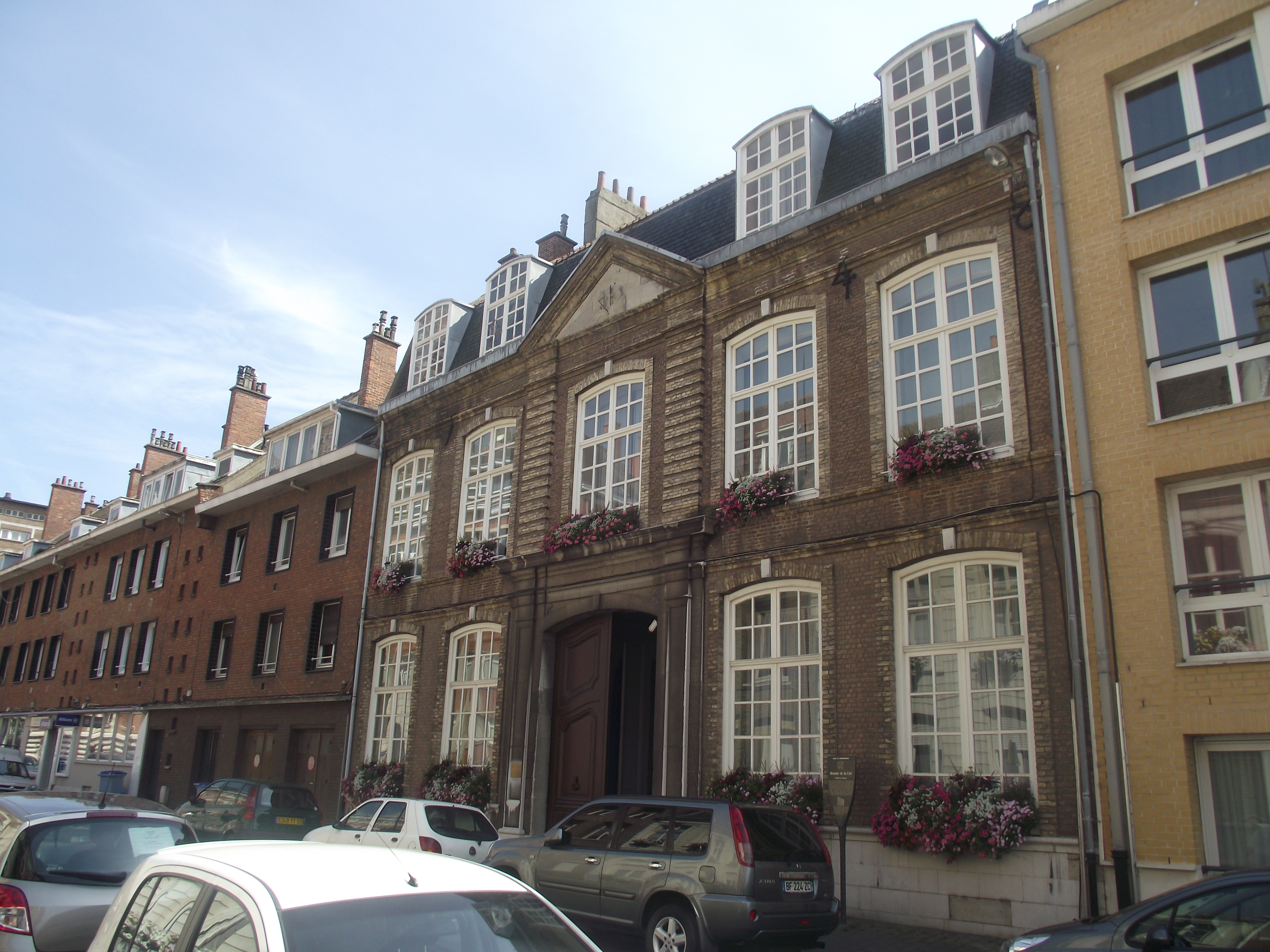
L'hôtel de Chosal, construit en 1748.

### Un port négrier
Entre 1669 et 1792, Christian Pfister-Langanay a relévé l’existence de 57 navires négriers dunkerquois, entrainant la déportation d’un nombre d’esclaves estimé entre 6858 et 7074 personnes. Les frères Cailliez font partie des principaux armateurs négriers de la ville, parmi lesquels on trouve aussi Jean-Étienne de Chosal, ou les capitaines Maginel et Teste.

## Époque contemporaine

### La ville dans la Révolution française

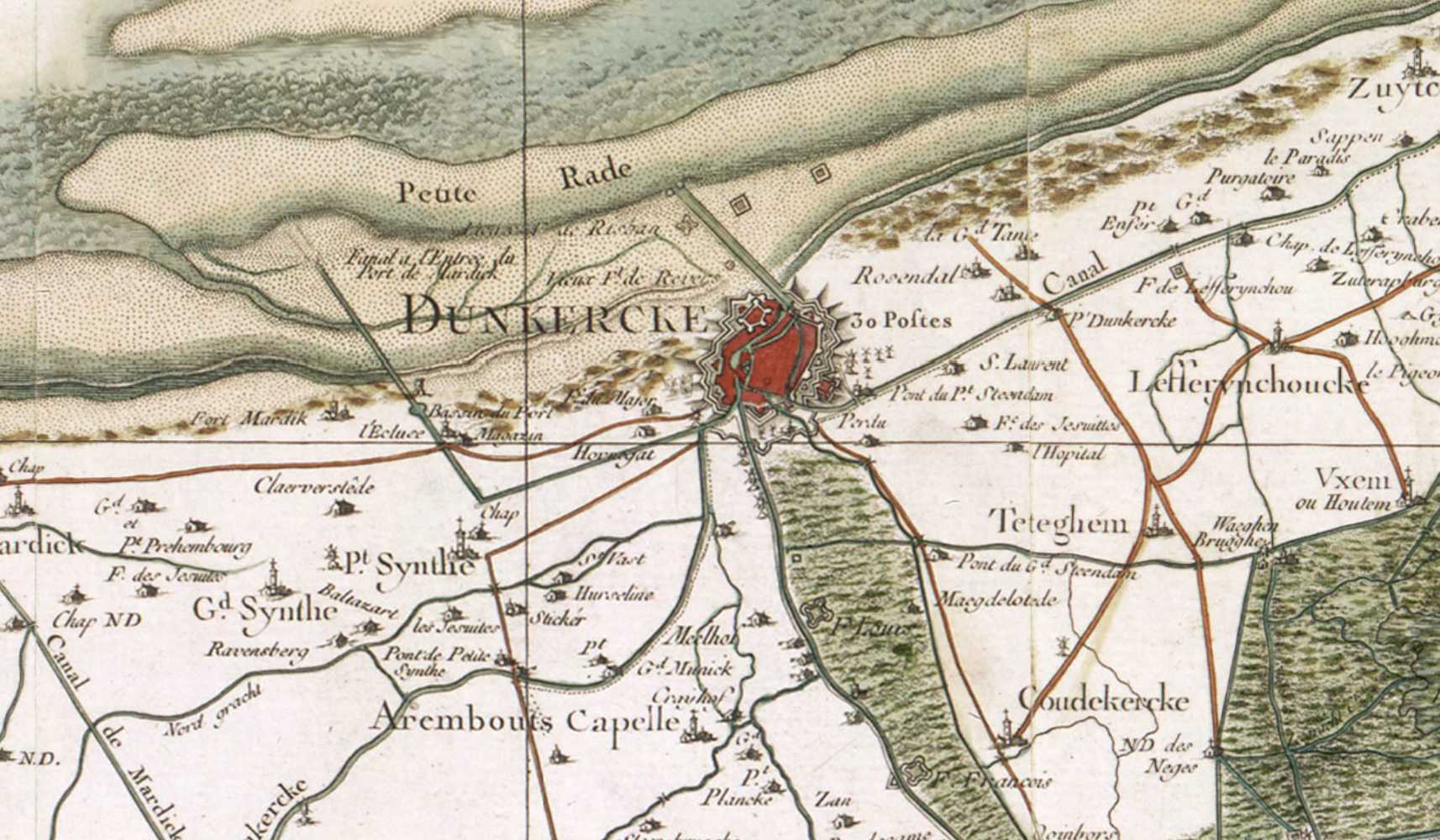
Carte de Cassini de Dunkerque, Petite-Synthe et Rosendaël.

À l'hiver 1788-1789, il fait tellement froid que les bateaux sont pris dans les glaces. Les Dunkerquois sont affamés, la révolte, attisée par les groupes de réflexion des Lumières, est en marche. Le 30 mars 1789, 24 députés dunkerquois se rendent à Bailleul pour rapporter les doléances de la Flandre française. Le 18 juillet, arrive la nouvelle de la Prise de la Bastille à Dunkerque, se forme alors une garde bourgeoise dirigée par le colonel Emmery. En 1790, le mayeur devient officiellement maire. Devant ce conservatisme, des patriotes créent un club politique. Le 12 juillet 1790 est adoptée la Constitution civile du clergé, les membres du clergé refusant de se soumettre à la constitution sont expulsés hors de France, les sœurs et les moines réfractaires sont ainsi exilés. Lors de la fuite de Varennes, la garde bourgeoise de Dunkerque perd son étendard emporté par un chevalier royaliste, il adopte alors le drapeau de la Garde nationale, c'est le premier régiment d'infanterie à avoir un drapeau aux couleurs nationales. La déclaration de guerre avec l'Autriche provoque la radicalisation des positions. Le colonel Emmery est nommé maire. Le 21 juillet 1793, avec la mort du roi Louis XVI, Dunkerque redoute l'Angleterre, la ville est en danger. Les craintes sont confirmées quand Frederick, duc d'York et Albany, prend Ostende, Furnes et Ghyvelde. Le 23 août 1793, il arrive à Rosendaël, Dunkerque est en état de guerre, on a construit des batteries flottantes et renforcé les fortifications, le siège de la ville commence. Afin d'assurer le succès de la République et intimider les citoyens tièdes, les représentants du peuple Nicolas Hentz et Théophile Berlier instituent le 5 septembre un comité de surveillance pendant le siège. Le 8 septembre, le général Jean Nicolas Houchard arrive à Dunkerque et libère la ville après la victoire lors de la bataille d'Hondschoote, Dunkerque reste française. Le
4 frimaire de l'an II (soit le 24 novembre 1793), après avoir détruit tous les signes et attributs de la féodalité (armoiries, bustes, tableaux, etc), Dunkerque adopte l'abolition de tous les cultes, Dunkerque signifiant « église des dunes » est renommée Dune libre. La Terreur à Dunkerque est relativement peu sanglante. En 1800, les églises sont rendues au clergé, apparaissent la paroisse et l'église Saint-Jean-Bastiste, la statuette de la Vierge cachée pendant la décennie précédente est rendue à la Petite Chapelle. L'activité du port est en déclin. La Restauration est bien accueillie à Dunkerque.

### Dunkerque auXIXesiècle
Deux grandes foires ont lieu chaque année à Dunkerque au début du XIXe siècle, foires où sont vendus tous types de marchandises dont des bestiaux le 1er jour. En 1801, elles se tiennent du 1er au 9 nivôse, (fin décembre) et du 1er au 9 messidor (fin juin). Enfin se tient chaque décade (période de dix jours du calendrier républicain) un marché pour grains, petits animaux et légumes.
En 1803 intervient la reconnaissance du premier rôle désormais joué par Dunkerque au niveau local : la sous-préfecture est déplacée de Bergues à Dunkerque, ce qui marque le début de l'arrondissement de Dunkerque.
En 1802-1803, Dunkerque est reliée par diligence à Lille : un départ chaque jour à 5 heures du matin, avec passage à Bergues, Cassel, Bailleul, Armentières, trajet en une journée. De même arrive chaque jour une diligence venant de Lille. Une autre diligence va à Calais, avec une arrivée venant de Calais, chaque jour. Une autre voiture se rend à Ostende, Bruges, Gand, tous les jours en été, départ à 4 heures 30, les autres saisons, n'existe qu'une liaison avec Gand en deux jours. S'y ajoute une diligence pour Ypres tous les deux jours, et un transport vers Boulogne sans jours fixes.
Aux liaisons par route s'ajoutent des barques pour Bergues, trois par jour en été, deux en hiver, avec retour le même jour. Deux carosses d'eau (barques avec grand confort, salle avec tables et bancs et cuisine pour prendre un repas) se rendent à Saint-Omer, départ l'un les jours pairs, l'autre les jours impairs, avec retour le lendemain ; une bélandre part pour Saint-Omer tous les jeudis et rentre les dimanches. Existent encore une barque pour Calais 4 fois par semaine avec retour 4 autres jours, une barque pour Furnes tous les jours, 2 fois par jour, et une pour Bruges tous les jours.
La ville obtient une ordonnance royale le 11 novembre 1815 l'autorisant à porter des armoiries (les armoiries, blasons, etc. avaient été supprimés pendant la révolution par décrets des 19 et 23 juin 1790). L'ordonnance royale fut rendue pour « perpétuer le souvenir des services rendus aux rois ses prédécesseurs ». Ces armoiries suivirent un projet envoyé par la ville et demeurent le blason actuel de Dunkerque ( Historique du blason de Dunkerque) " D'or à un lion passant de sable, coupé d'argent, à un dauphin couché d'azur, crêté et oreillé de gueules" (la ville dut payer un droit de 132 francs pour disposer de ces armes).
En 1838, on construit le phare à l'entrée ouest du port, et des bateaux-feux balisent les bancs de sable. Dix ans plus tard, le chemin de fer relie Dunkerque à Arras. Entre-temps, le 7 septembre 1845 est inaugurée une statue à la gloire du héros de la ville : Jean Bart, sur la place qui porte désormais son nom. Napoléon III visite la ville deux fois, la seconde il proclame : « Que de progrès, depuis ma première visite, c'est remarquable », soulignant ainsi les avancées de la ville dotée dorénavant d'un port à flot. Le 18 mars 1858, Gaspard Malo achète un terrain de 641 hectares à l'est de Dunkerque, cela deviendra les villes de Malo-les-Bains et de Rosendaël.
Le XIXe siècle voit se développer la lutte politique entre conservateurs et libéraux, s'illustrent alors, outre Gaspard Malo, Benjamin Morel et Jean-Baptiste Trystram, ce dernier ayant contribué à l'essor du port qui est tant un port de marchandise qu'un port de pêche, à la morue notamment. Les morutiers partent en Islande et aux îles Féroé en février et reviennent à l'automne. Pendant ce temps, ce sont les femmes dunkerquoises qui font vivre les familles et la ville. C'est à cette époque que s'illustre un célèbre sauveteur en mer, François Tixier, auteur de 57 sauvetages avant de mourir en mer.
Le culte protestant est présent à Dunkerque au milieu du XIXe siècle : en 1850, le pasteur de Dunkerque ouvre une école primaire évangélique. Elle dure deux ans, son fondateur ayant été révoqué par le consistoire de Paris, à la suite d'une polémique qu'il avait déclenchée. Elle rouvre en septembre 1856 et existe encore en 1859, malgré une existence difficile (conflit enseignant-pasteur en 1857, rapport mitigé de l'inspecteur de l'instruction primaire publique en 1858).
En 1866, une épidémie de choléra démarre dans le nord de la France, depuis le port de Dunkerque (la maladie arrive d'Alexandrie via Marseille). Elle durera de février à novembre dans l'arrondissement, où elle entrainera le décès de 589 personnes.

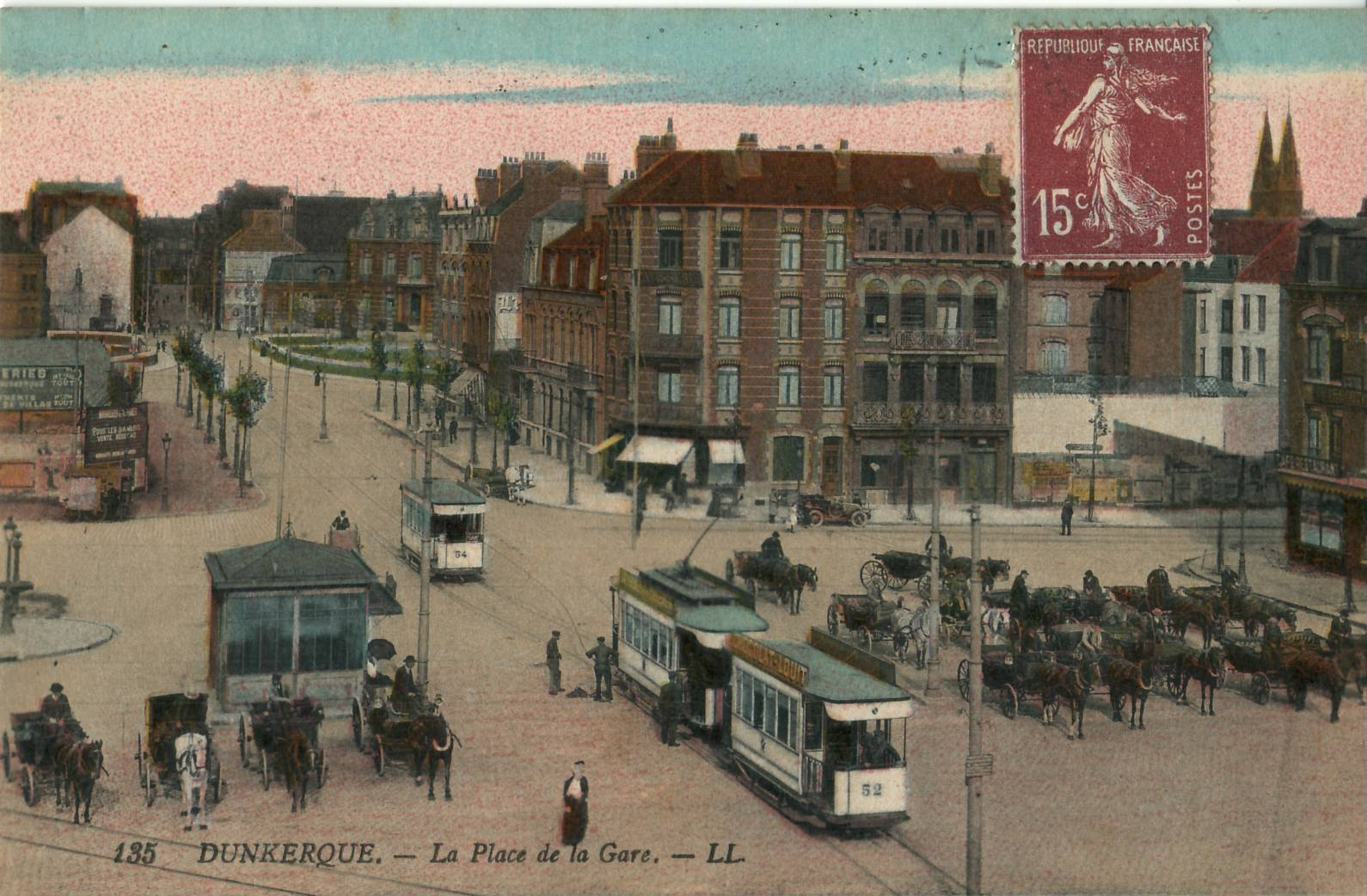
La place de la gare, avant la Première Guerre mondiale

En 1868, la station balnéaire de Dunkerque se dote d'un casino, d'un kursaal, d'hôtels, d'une digue, de cabines de plage et de villas. Le tramway de Dunkerque est mis en service en 1880. Quelques années avant 1900, on fait construire l'hôtel de ville actuel, sur son fronton figure Louis XIV entouré des Dunkerquois célèbres. Dans le cadre du Plan Freycinet du 31 juillet 1879, on construit à Dunkerque les darses 1,2,3 et 4. Les travaux sont rapidement réalisés ainsi la darse n°1 est inaugurée par Sadi Carnot le 31 octobre 1880. Plusieurs écluses sont également construites dont l'écluse Nord, ouvrage de 170 m de longueur utile et offrant un différentiel de 10 m de haut, elle porte aujourd'hui le nom d'écluse Trystram. Dans le même temps, les jetées sont prolongées. C'est également à cette époque que s'installent trois entreprises majeures de l'histoire industrielle de l'agglomération : en 1889, les Ateliers et Chantiers de France (fermés en 1987), l'usine Lesieur en 1909 et l'Usine des Dunes en 1912. Au début du XXe siècle, le port est le troisième port français en tonnage (2 501 833 tonnes). La darse n°6 est forcé au début de ce siècle, mais cette fois de manière plus lente de 1903 à 1916.
En 1901, dans le cadre de l'Alliance franco-russe le président de la République Émile Loubet accueillait le tsar Nicolas II par une parade navale. Elle comprenait le Masséna avec l'amiral Ménard commandant à son bord, le Formidable, Courbet, Charles-Martel, Bouvet, Jauréguiberry, Dupuy-de-Lôme, Surcouf.
Bouvine, Amiral Tréhouard, Valmy, Jemmapes, Bruix, D'Assas, Galilé.
Une ligne de sous-marins. À cette occasion le tsar inaugure l'hôtel de ville. Émile Loubet passe de nouveau par Dunkerque le 28 mai 1902, au retour de son voyage en Russie.
Le 5 août 1905, la guillotine est utilisée à Dunkerque pour exécuter deux assassins.
En 1907, l'hiver est glacial, autour du 24 janvier, on relève -13°, on patine sur étangs et canaux, Dunkerque connait en février une épidémie de variole noire (variété grave de variole hémorragique); en revanche, en fin d'année, le hareng est surabondant, on en obtient 41 pour le prix d'un journal, et ce qui n'est pas vendu sert de fumier.''e'd
En 1908, lors du Premier mai, un régiment chargé du maintien de l’ordre fraternise avec les manifestants.
À l'aube de la Première Guerre mondiale, la population dunkerquoise frôle les 40 000 habitants mais la ville est prisonnière de ces murailles et du développement de ces voisines (Malo-les-Bains, Rosendaël, Coudekerque-Branche et Saint-Pol-sur-Mer). C'est à cette époque qu'apparait l'opposition Est/Ouest dans le centre de l'agglomération entre les villes orientales aisées et celles occidentales ouvrières.

### Première Guerre mondiale

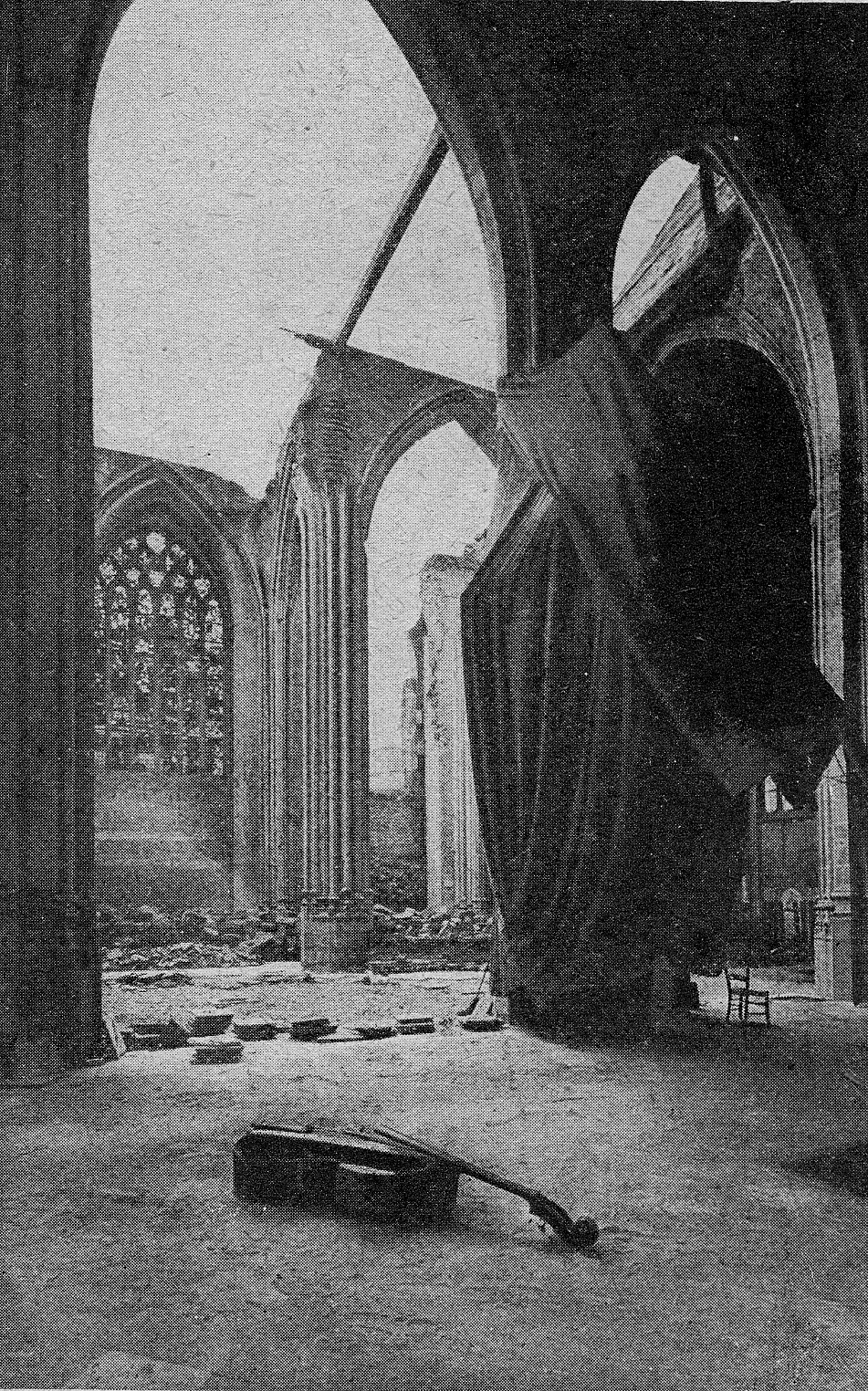
Église Saint-Éloi après un bombardement pendant la Première Guerre mondiale.

Le 1er août 1914 à 18h00, les cloches du beffroi sonnent le tocsin, le gouvernement du président Raymond Poincaré a décrété la mobilisation générale car à la suite de l'assassinat de François-Ferdinand et aux jeux des alliances, la France est en guerre. Le 2 août 1914, l'Allemagne lance un ultimatum contre la Belgique, celle-ci refuse et est donc envahie dès le lendemain par l'Empire allemand, le même jour Dunkerque est déclarée en état de siège. Le général Bidon, gouverneur militaire du camp retranché de Dunkerque, prépare une nouvelle fois la ville à la guerre et les polders de l'arrière-pays sont à nouveau inondés, 7 000 hectares servent à « l'inondation préventive » d'août 1914 à mai 1915. En octobre 1914, l'armée allemande entreprend de marcher sur Dunkerque et Calais, c'est le début de la bataille de l'Yser dont les alliés belges et français (notamment les troupes de fusiliers marins de l'amiral Ronarc'h) sortent vainqueurs. Les troupes allemandes ne réussissant pas à prendre Dunkerque et conscientes du rôle primordial de la ville, elle est sévèrement bombardée à plusieurs reprises par des zeppelins. L'église Saint-Éloi (milieu du XVe siècle) est en partie détruite. Les Dunkerquois restés dans la ville participent à la défense nationale, les chantiers navals lancent le plus gros cargo de la flotte française. Dunkerque joue pleinement son rôle de ville à l'arrière du front : le port lui permet de recevoir le ravitaillement pour le front, le docteur Beigneux, directeur de la santé publique, mobilise des lits partout dans la ville (y compris aux casinos de Malo ou dans les collèges). À ce moment de la guerre, 20 000 soldats de toutes les nations alliées transitent par Dunkerque. Dans les airs, l'Escadrille des Cigognes dirigée par Georges Guynemer défend le ciel de la ville. Au sortir de la Grande Guerre, Dunkerque détruite reçut la légion d'honneur et la distinction « Dunkerque a bien mérité de la patrie », pour avoir résisté aux ennemis et avoir ravitaillé la population du Nord pendant la guerre, ainsi que la Distinguished Service Cross de la part de l'amiral Keynes au nom du roi Georges V. Le 15 avril 1923, est inauguré par Raymond Poincaré, président du conseil en présence du maréchal Foch, un cénotaphe au pied du beffroi en l'honneur des Dunkerquois morts pour la France. Durant l'entre-deux-guerres, la vie politique dunkerquoise est animée par deux hommes : Henri Terquem et Charles Valentin.
En 1931, un tramway circule à Dunkerque. 

### Seconde Guerre mondiale
Lors de la Seconde Guerre mondiale, en juin 1940, les armées franco-britanniques qui avaient avancé en Belgique pour contenir l'avancée des armées allemandes, furent prises en tenaille entre les forces venues par les Pays-Bas et celles qui passèrent plus au sud par les Ardennes. En se repliant, elles se trouvèrent finalement encerclées à Dunkerque. L'une des plus grandes opérations d'évacuation de l'histoire militaire permit de ramener en Grande-Bretagne plus de 300 000 Britanniques et 100 000 Français. Beaucoup d'autres Français furent faits prisonniers. La ville de Dunkerque fut sévèrement bombardée par l'aviation allemande pendant cette bataille. Elle le fut à nouveau les années suivantes, cette fois par les forces alliées du général Liska composées surtout d'une brigade blindée tchèque, d'artillerie britannique et de FFI qui en septembre 1944 assiègeront l'Amiral allemand Frisius qui, sur ordre de Hitler, s'était retranché dans la Festung Dunkerque (ville forte en allemand), et ne se rendra que le 9 mai, le lendemain de la capitulation allemande à Berlin.

## Dunkerque après la Seconde Guerre mondiale

### La reconstruction
Au lendemain de la guerre, Dunkerque est détruite à plus de 70 %. La statue de Jean Bart, érigée au centre-ville, reste intacte au milieu des ruines : les Allemands, malgré le manque de métal, l'ont en effet épargnée car l'épée de la statue est pointée vers l'Angleterre. Les trois grands édifices de l'époque sont eux aussi debout : le beffroi, le beffroi de l'hôtel de ville (dont il ne reste que les murs) et la tour du Leughenaer.
Le port est inaccessible jusqu'en juin 1946. La reconstruction du tissu urbain est entreprise par Théodore Leveau. L'architecte Jean Niermans aura la responsabilité de la reconstruction de l'habitat (Îlots rouges). Dans la zone d'habitation des Glacis, une centaine de chalets américains UK 100 seront aménagés et encore habités au début des années 1970. La reconstruction conserve les anciens axes de communications et les places (Boulevard Alexandre III, rue Clemenceau, place Jean Bart, etc.) mais les bâtiments sont reconstruits dans un style totalement banal : sans originalité et sans évoquer l'art flamand.

### Période des Trente Glorieuses
En 1957, le groupe sidérurgique Usinor décide l'implantation d'une usine de production d'acier à Dunkerque. À la suite de son ouverture en 1963, l'agglomération passe très rapidement de 70 000 à 200 000 habitants. Dunkerque devient une grande agglomération industrielle. L'aire urbanisé de Dunkerque décrit alors globalement un hémisphère de 20 kilomètres de rayon centré sur Dunkerque-Centre allant de la frontière belge au Pas-de-Calais. L'industrialisation et l'urbanisation se sont développées selon trois directions.
À l'est de Dunkerque, on se compte qu'une industrie importante : l'Usine des Dunes à Leffrinckoucke. Dans cette direction, ce sont les habitations moyennes et aisées qui dominent, quant à l'aspect économique, c'est la fonction touristique qui prime grâce aux plages de Malo-les-Bains, Leffrinckoucke, Zuydcoote et Bray-Dunes.
Au sud, la branche se situe le long de la voie ferrée et du canal de Bergues de Dunkerque-Centre à Bergues. La branche commence par le secteur industriello-commercial de Petite-Synthe et le secteur résidentiel nervuré par les voies ferrées : Coudekerque-Branche et Cappelle-la-Grande. Plus au sud, cette branche comporte un secteur vert qui court jusqu'à Bergues, elle comporte le bois des Forts, le bois du Fort Valière, le bois du Fort Louis. Enfin, Bergues mêle tourisme et résidence moyenne et aisée.
Enfin, la branche occidentale, c'est la direction vers laquelle le port s'est toujours dirigée. Elle est caractérisée par la présence de nombreuses industries et la présence de résidence majoritairement ouvrière.

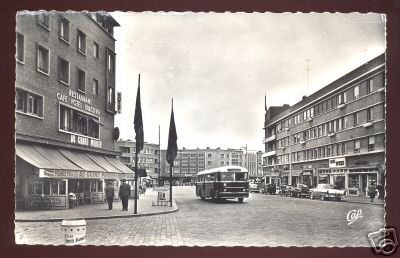
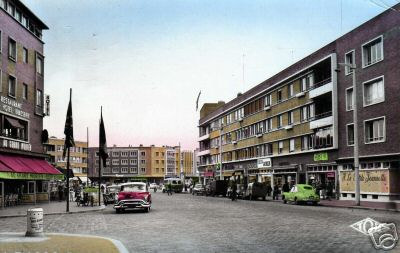
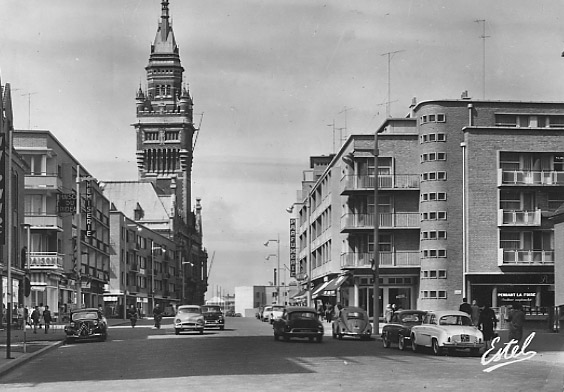
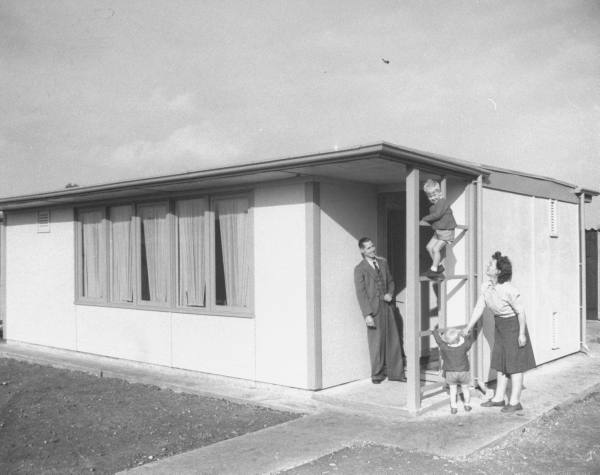
Bungalow type UK 100

### Le projet Neptune (1989-2011) et la redynamisation du centre-ville
Depuis 1989, juste après la fermeture des chantiers de France, la ville et la communauté urbaine de Dunkerque (CUD) se sont engagées dans un projet urbain de grande ampleur : le projet Neptune. Défini dans un premier temps par l'architecte Richard Rogers, il s’agit de retourner la ville sur son port et d’urbaniser petit à petit les anciennes friches industrielles et les môles du port proches du centre afin d'étendre le centre-ville tout en créant des liens structurants entre ce secteur, celui de la gare et Malo-les-Bains.
Le projet Neptune peut se décomposer à ce jour en deux phases principales :

#### Première phase du projet (1989-2005)
L'implantation de l'université du littoral dans la Citadelle fut la première pierre de ce projet Neptune, mais la première phase des travaux s’est d'abord concentrée sur les aménagements urbains du centre-ville existant avec la rénovation des principales places de la ville (Jean-Bart, Minck, Charles-Valentin, République, Gare) et de nombreuses voiries comme le quai des Hollandais, la rue Wilson… rendues plus sûres et plus agréables. Dans le même temps, de nombreux bâtiments privés et publics ont vu le jour : centres administratifs et tertiaires, équipements complémentaires universitaires (Restau U, bibliothèque, Maison de la Recherche…), équipements culturels (Musée Portuaire), de nouveaux logements mais aussi deux centres de commerces et de loisirs (le Pôle et le centre Marine) comprenant des moyennes surfaces spécialisées, boutiques, restaurants, cafés et multiplexe de cinéma, destinés à renforcer l'offre commerciale du centre-ville.

#### Seconde phase (2005-2011)
La seconde phase concerne principalement l'urbanisation totale du secteur du Grand Large, qui reprend dans sa quasi-totalité la friche des anciens chantiers navals. Projetée par l'ANMA (Agence Nicolas Michelin et associés), le projet « Grand large » comprend environ 1 000 logements, dont les premières livraisons sont effectuées à la rentrée 2009. 
 Dans ce secteur, de nombreux équipements publics ont été également implantés : outre de nouveaux équipements liés à la mer jouxtant le nouveau port du Grand-Large (centre de voile, pilotage, criée), le site a vu naître un centre de formation des apprentis pour les métiers de bouche (CEFRAL), un nouveau lycée des métiers (appelé Guy Debeyre) en remplacement du lycée Benjamin-Morel et une nouvelle école (école Neptune). Un parc urbain prend place au cœur de ce nouveau quartier, et de nouveaux projets devraient le compléter à l'avenir : un complexe de loisirs (discothèque ? patinoire-bowling ?) sur le front de mer, en bordure de « la cathédrale » AP2 (ancien bâtiment des chantiers de France) qui abritera le FRAC (Fonds régional d'art contemporain) à partir de 2012, et une maison de quartier. À travers ce quartier et via le môle 2, une nouvelle liaison entre Malo-les-Bains et la chaussée des Darses sera créée avec un nouveau pont au-dessus du chenal du port d'échouage. Parallèlement, ce môle 2 et auparavant le môle 1 seront à leur tour urbanisés avec notamment des projets de réhabilitation de certains anciens bâtiments du port (Halle aux sucres, chai aux vins…), et les darses adjacentes pourraient accueillir de nouveaux pontons pour la plaisance.

#### Redynamisation du centre-ville
Après la première impulsion donnée par l'implantation des Pôle et Centre Marine, un nouveau volet de la redynamisation du centre-ville a été dévoilé en juillet 2008 à travers une exposition au musée des Beaux-Arts, prévoyant notamment :
- 35 000 m2 de commerces
- 1 300 logements
- 2 000 places de parking

Ce projet, établi par l'architecte-urbaniste catalan Joan Busquets, concerne principalement deux secteurs :
- celui du théâtre : logements et commerces à la place du lycée Benjamin-Morel, nouvelle médiathèque, parking souterrain…
- celui du Pôle Marine/gare : création d'une nouvelle gare à l'aboutissement d'une coulée verte entre tour Guynemer et pôle Marine, construction de logements et commerces aux alentours.